# Svetlyj put'
Svetlyj put' (Светлый путь) è un film del 1940 diretto da Grigorij Vasil'evič Aleksandrov.